# Carmen Dragon
Carmen Dragon (Antioch, 28 luglio 1914 – Los Angeles, 28 marzo 1984) è stato un compositore statunitense di colonne sonore cinematografiche.
Fu molto attivo quale arrangiatore, direttore, educatore e compositore di colonne sonore per film, quali Fascino (Cover girl) (1944), Kiss Tomorrow Good-bye (1950), Night into Tomorrow (1951), At Gunpoint (1955) e L'invasione degli Ultracorpi (1956).
Diresse per un decennio la Hollywood Bowl Symphony Orchestra e fu direttore musicale dal 1928 agli anni '70 di un noto programma radiofonico trasmesso dalla NBC, The Standard School Broadcast, per l'educazione musicale degli studenti elementari.

## Premi Oscar Miglior Colonna Sonora

### Vittorie
- Fascino (Cover Girl) (1944)

## Filmografia
- Fascino (Cover Girl), regia di Charles Vidor (1944)
- Mister Winkle va alla guerra (Mr. Winkle Goes to War), regia di Alfred E. Green (1944)
- Una giovane vedova (Young Widow), regia di Edwin L. Marin (1946)
- Preferisco la vacca (The Kid from Brooklyn), regia di Norman Z. McLeod (1946)
- Venere peccatrice (The Strange Woman), regia di Edgar G. Ulmer (1946)
- Omertà (The People Against O'Hara), regia di John Sturges (1951)
- Solitudine (Night into Morning), regia di Fletcher Markle (1951)